# دائرةالمعارف‌های قدیمی ایران و اسلام
کتاب‌های دانشنامه‌ای (دایرة المعارف) قدیمی ایران و اسلام
| نام دانشنامه                                                               | نویسنده                                                               | زمان و دوره نگارش                                  | زبان                          | توضیحات |
| -------------------------------------------------------------------------- | --------------------------------------------------------------------- | -------------------------------------------------- | ----------------------------- | --- |
| دین‌کرد (دینکرت، دانشنامهٔ مَزْدَیَسْنی، درسنامهٔ دین مزدایی (زرتشتی)) (زندآکاسیه) | آذرفَرْنْبَغ ِ فرخزادان و آذربادِ امیدان                                    | سده ۲ و ۳ (اواخر دوره ساسانیان و اوایل دوره اسلام) | زبان پارسی میانه (زبان پهلوی) | در ۹ نسک (جلد)، دربارهٔ الهیات، فلسفه، اسطوره‌شناسی، علم کلام، عرفان، اخلاق، آداب دینی، زندگانی زرتشت، پیدایش جهان، سزاشناسی (حقوق)، سیاست، شهرداری و کشورداری، منطق، ریاضیات، هندسه، فیزیک، اخترشناسی، پزشکی، و دانش‌ها و شاخه‌های دیگر، تاریخ ادبیات مزدیسنا |
| دایرةالمعارف ابن قتیبه (عیون الخبار)                                       | ابن قتیبه دینوری                                                      | سده ۳ ق.                                           | عربی                          | نخستین دایره‌المعارف شناخته شده به زبان عربی، دربارهٔ قدرت، جنگ، شرافت، غذا، زن |
| رساله اخوان الصفا (خلدان الوفا)                                            | گروهی از حکما و دانشمندان ایرانی در شهر بصره (انجمن فلسفی اخوان‌الصفا) | نیمه اول سده ۴                                     | عربی؟                         | دربارهٔ علوم فلسفی نزدیک به حکمت یونانی و اسلام |
| احصاء العلوم                                                               | ابونصر فارابی                                                         | سده ۴ ق. (بین سال‌های ۳۷۶-۳۷۲ ق.)                   | عربی؟                         | دربارهٔ تقسیم انواع علوم (علوم لسانی، علم منطق، علم ریاضیات، علم الهیات، علوم مدنی) |
| مفاتیح‌العلوم (کلیدهای دانش)                                                | ابوعبدالله خوارزمی                                                    | نیمه دوم سده ۴                                     | عربی؟                         | در شرح لغات علمی |
| دانشنامه علائی                                                             | ابن سینا                                                              | سده ۵                                              | فارسی                         | در پنج علم منطق، طبیعیات (علم زیرین) هیئت، موسیقی و علم آنچه بیرون طبیعت است (علم برین)، می‌شود. در این دانشنامه ابن سینا تا جای ممکن واژه‌های فارسی به کار برده‌است.                                                                                         |
| کتاب شفا                                                                   | ابن سینا                                                              | سده ۵                                              | عربی                          | دربارهٔ فلسفه و منطق |
| قانون در طب                                                                | ابن سینا                                                              | سده ۵                                              | عربی                          | دربارهٔ طب |
| عجائب المخلوقات و غرائب الموجودات (عجایب‌نامه، جام گیتی‌نمای)                | محمد بن محمود بن احمد طوسی                                            | سده ۶                                              | فارسی                         | در ده رکن و قانون، دربارهٔ عجایب و غرایب دنیا (شامل پاره‌ای حکایات تاریخی، مخلوط با قصه‌ها و اساطیر) |
| جام جهان‌نمای (ترجمهٔ التحصیل)                                               | بهمنیار بن مرزبان آذربایجانی                                          | ؟                                                  | ترجمه از عربی به فارسی        | |
| نزهت‌نامه علایی                                                             | شهمردان بن ابی‌الخیر رازی                                              | سده ۶                                              | فارسی؟                        | در علوم طبیعی |
| ذخیره خوارزمشاهی                                                           | اسماعیل گرگانی (جرجانی)                                               | سده ۶ (دوره خوارزمشاهیان)                          | فارسی                         | ۴۵۰٬۰۰۰ کلمه، دربارهٔ طب |
| فرخ‌نامه                                                                    | ابوبکر جمالی یزدی                                                     | سده ۶                                              |                               | در علوم طبیعی |
| جامع العلوم ستینی                                                          | فخر رازی                                                              | سده ۷                                              | ؟                             | ۶۰ علم مورد بحث قرار گرفته‌است. |
| درةالتاج                                                                   | قطب‌الدین شیرازی                                                       | سده ۸                                              | فارسی                         | فلسفه، منطق، حکمت، ریاضیات، الهیات |
| نزهة القلوب                                                                | حمدالله مستوفی                                                        | سده ۸                                              | فارسی؟                        | در جغرافیا |
| دانشنامه جهان                                                              | غیاث‌الدین امیران حسینی اصفهانی                                        | سده ۹                                              | فارسی                         | در فلسفه و علوم طبیعی |
| نفائس الفنون فی عرایس العیون                                               | شمس‌الدین آملی                                                         | سده ۹                                              | ؟                             | زندگی‌نامه‌نویس و دایرةالمعارف نویس |
| مفتاح السعادت                                                              | طاش کبری (با ملیت عثمانی)                                             | سده ۱۰                                             | ؟                             | |
| کساف الصطلاحات الفنون                                                      | علی تهانقی                                                            | سده ۱۲                                             | ؟                             | |
| مخزن الفواید                                                               | فائق دهلوی                                                            | ؟                                                  | ؟                             | |
| جامع العلوم                                                                | ابن فریغون                                                            | ؟                                                  | ؟                             | |

## منبع
1. 1 2 3  فرهنگنامه‌ها: مفاتیح‌العلوم: کلید دست‌یابی به دانش گذشتگان بایگانی‌شده  در ۲۰۱۱-۱۰-۱۵ توسط Wayback Machine، جزیره دانش

- کتاب مرجع شناسی،  تألیف دکتر نورالله مرادی، انتشارات فرهنگ معاصر